# De Hoop (Tholen)
Molen De Hoop in het stadje Tholen (aan de Oudelandsepoort) is een stellingmolen uit 1736. De molen staat aan het water van de oude stadsomgrachting aan een wandelpad.
Het is een ronde stenen molen, waarvan de wieken een vlucht hebben van 23,60 meter.
De kap is gedekt met zink. De molen is maalvaardig en heeft de functie van korenmolen.
Eigenaar van de molen is de gemeente Tholen.

De huidige molenaars zijn de heren O. Huiskamp en A. van Weenen

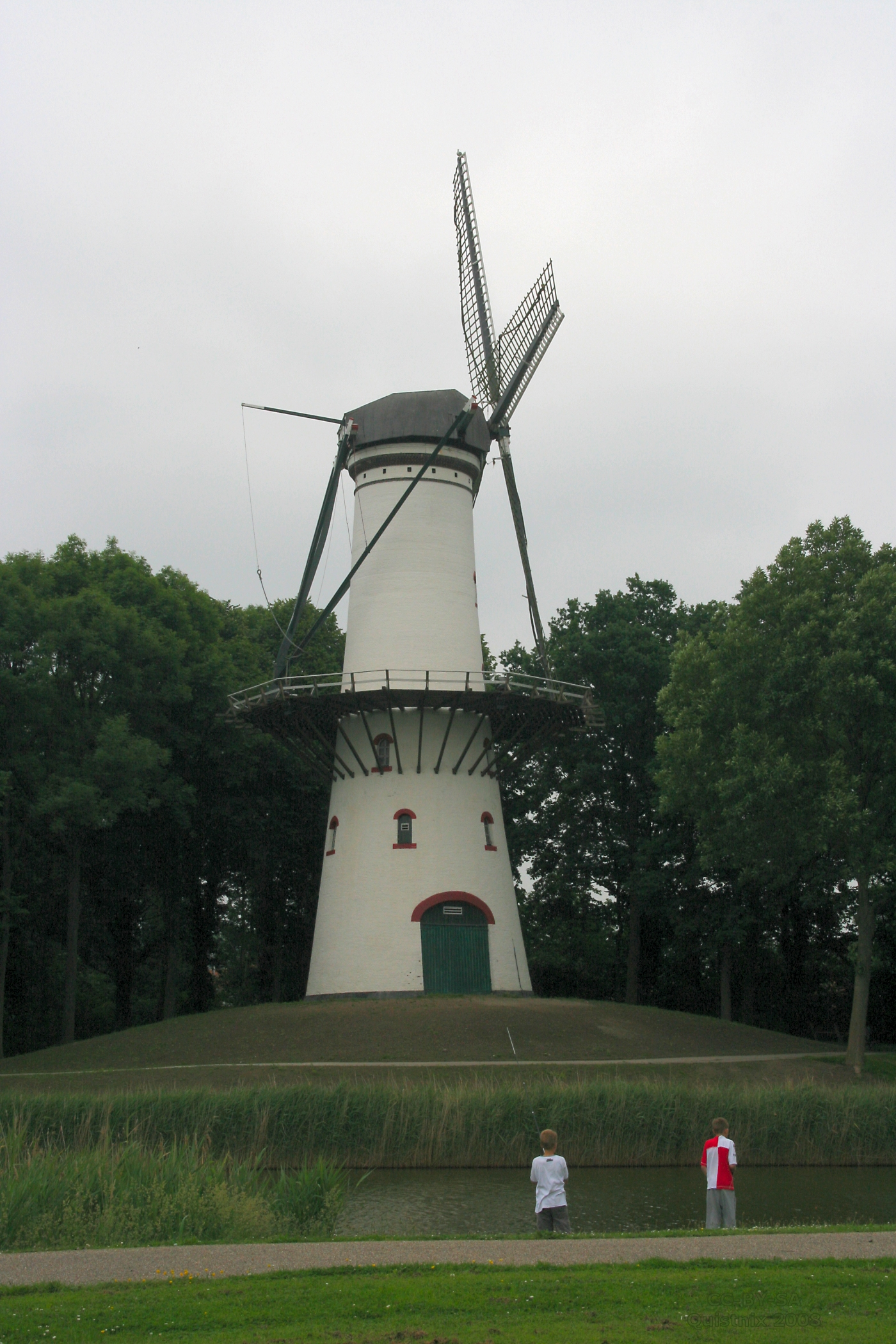